# ...To Be Loved: The Best of Papa Roach
...To Be Loved: The Best of Papa Roach – pierwszy album kompilacyjny amerykańskiego zespołu muzycznego Papa Roach. Album ukazał się 29 czerwca 2010 roku nakładem wytwórni muzycznej Geffen Records.

## Lista utworów
| Nr  | Tytuł utworu                | Długość |
| --- | --------------------------- | ------- |
| 1.  | „Broken Home”               | 3:41    |
| 2.  | „Last Resort”               | 3:20    |
| 3.  | „Time and Time Again”       | 2:58    |
| 4.  | „She Loves Me Not”          | 3:31    |
| 5.  | „Scars”                     | 3:28    |
| 6.  | „Getting Away with Murder”  | 3:10    |
| 7.  | „Just Go (Never Look Back)” | 2:56    |
| 8.  | „...To Be Loved”            | 3:01    |
| 9.  | „Reckless”                  | 3:33    |
| 10. | „Had Enough” (Akustycznie)  | 4:14    |
| 11. | „Forever” (Live session)    | 3:38    |
| 12. | „Hollywood Whore”           | 3:55    |
| 13. | „Lifeline”                  | 4:28    |
| 14. | „Scars” (Akustycznie)       | 3:10    |
|     |                             | 49:03   |

## Twórcy albumu
- Jacoby Shaddix - Wokal
- Jerry Horton - Gitara
- Tobin Esperance - Gitara basowa
- Dave Buckner - Perkusja
- Tony Palermo - Perkusja (Utwory 10, 12 oraz 13)
- Jeff Fura - Produkcja

## Listy sprzedaży
| Lista                             | Kraj              | Pozycja |
| --------------------------------- | ----------------- | ------- |
| Swiss Hitparade                   | Szwajcaria        | 89      |
| Billboard 200. Alternative Albums | Stany Zjednoczone | 13      |
| Billboard 200. Rock Albums        | Stany Zjednoczone | 22      |
| Billboard 200                     | Stany Zjednoczone | 83      |